# Te Venetië als in de hemel
Te Venetië als in de hemel is een Vlaamse televisiefilm uit 1966 onder regie van Bert Struys.

## Rolverdeling
| Acteur              | Personage          |
| ------------------- | ------------------ |
| Rik Andries         | Dorio Perrucci     |
| Leo Beyers          | Jacopo             |
| Janine Bischops     | Magdalena          |
| Herman Bruggen      | politieagent       |
| Alex Cassiers       | Aartsengel Gabriël |
| André Delys         | Paolo              |
| Jos Mahu            | Lorenzo            |
| John Mertens        | wachtmeester       |
| Vic Moeremans       | Giacomo            |
| Walter Moeremans    | Santomato          |
| Maélys Morel        | Angelino           |
| Gaston Vandermeulen | Petrus             |
| Vera Veroft         | Maria              |